# Bill Hay
Bill Hay (Saskatchewan, Canadá; 9 de diciembre de 1935 – Calgary, Canadá; 25 de octubre de 2024) fue un jugador de hockey sobre hielo y dirigente deportivo de Canadá que jugó ocho años en la NHL con los Chicago Blackhawks en la posición de centro y campeón de la Copa Stanley en 1961.

## Estadísticas
| 1952–53   | Regina Pats             | WCJHL     | 29  | 14  | 17  | 31  | 22  | 7  | 0  | 2  | 2  | 0  |
| 1953–54   | Saskatchewan Huskies    | WCIAA     | 5   | 4   | 1   | 5   | 4   | —  | —  | —  | —  | —  |
| 1954–55   | Regina Pats             | WCJHL     | 33  | 16  | 31  | 47  | 68  | 14 | 8  | 2  | 10 | 6  |
| 1954–55   | Regina Pats             | M-Cup     | —   | —   | —   | —   | —   | 15 | 12 | 11 | 23 | 12 |
| 1955–56   | Colorado College Tigers | WIHL      | —   | —   | —   | —   | —   | —  | —  | —  | —  | —  |
| 1956–57   | Colorado College Tigers | WIHL      | 30  | 28  | 45  | 73  | —   | —  | —  | —  | —  | —  |
| 1957–58   | Colorado College Tigers | WIHL      | 30  | 32  | 48  | 80  | 23  | —  | —  | —  | —  | —  |
| 1958–59   | Calgary Stampeders      | WHL       | 53  | 24  | 30  | 54  | 27  | 8  | 3  | 5  | 8  | 6  |
| 1959–60   | Chicago Black Hawks     | NHL       | 70  | 18  | 37  | 55  | 31  | 4  | 1  | 2  | 3  | 2  |
| 1960–61   | Chicago Black Hawks     | NHL       | 69  | 11  | 48  | 59  | 45  | 12 | 2  | 5  | 7  | 20 |
| 1961–62   | Chicago Black Hawks     | NHL       | 60  | 11  | 52  | 63  | 34  | 12 | 3  | 7  | 10 | 18 |
| 1962–63   | Chicago Black Hawks     | NHL       | 64  | 12  | 33  | 45  | 36  | 6  | 3  | 2  | 5  | 6  |
| 1963–64   | Chicago Black Hawks     | NHL       | 70  | 23  | 33  | 56  | 30  | 7  | 3  | 1  | 4  | 4  |
| 1964–65   | Chicago Black Hawks     | NHL       | 69  | 11  | 26  | 37  | 36  | 14 | 3  | 1  | 4  | 4  |
| 1965–66   | Chicago Black Hawks     | NHL       | 68  | 20  | 31  | 51  | 20  | 6  | 0  | 2  | 2  | 4  |
| 1966–67   | Chicago Black Hawks     | NHL       | 36  | 7   | 13  | 20  | 12  | 6  | 0  | 1  | 1  | 4  |
| Total NHL | Total NHL               | Total NHL | 506 | 113 | 273 | 386 | 244 | 67 | 15 | 21 | 36 | 62 |

## Tras el retiro
Hay se convirtió en Presidenty y CEO de los Calgary Flames en 1991. Dejaría el cargo luego de ser nombrado presidente del Hockey Hall of Fame en Toronto.
Bill Hay era hijo del miembro del Hockey Hall of Fame Charles Hay y sobrino del también jugador de hockey Earl Miller.

## Logros
- Copa Stanley: 1961
- All-WIHL: 1957, 1958
- Primer equipo WIHL: 1956–57
- Primer equipo All-American: 1956–57
- Goleador de la NCAA Ice Hockey: 1957
- Primer equipo All-Tournament NCAA: 1957]][5]
- West All-American: 1957–58
- Seleccionado al Juego de las Estrellas de la NHL: 1960, 1961

## Distinciones
- Calder Memorial Trophy: 1960
- Hockey Hall of Fame en la Builder Category en 2015.
- Order of Hockey in Canada por Hockey Canada por su carrera y aportes en el deporte.[6]